# Anyphaena pacifica
Anyphaena pacifica är en spindelart som först beskrevs av Banks 1896.  Anyphaena pacifica ingår i släktet Anyphaena och familjen spökspindlar. Inga underarter finns listade i Catalogue of Life.